# 13階段
『13階段』（じゅうさんかいだん）は、2001年に講談社から発行された高野和明の長編ミステリー小説。同作者のデビュー作である。仮釈放中の青年とベテランの刑務官が、冤罪の可能性がある死刑囚を救うため、10年前に起こった殺人事件の謎を追う。また、死刑制度を含めた刑の重みや刑務所の機能（服役者の更生）などがテーマとなっている。第47回江戸川乱歩賞受賞作品。
当時、デビュー作ながら江戸川乱歩賞を選考委員の満場一致で受賞したことから話題となった。また40万部を売り上げ、乱歩賞受賞作品の中でもっとも速く高い売り上げ記録を達成している。
2003年には同題で、反町隆史と山﨑努を主演とする映画が公開された。

## あらすじ
2年前に傷害致死事件を起こして服役するも、模範囚として早期の仮釈放を受けた青年・三上純一は、退職を考えている看守長の南郷正二からとある仕事を持ちかけられる。それはある殺人事件の再調査であり、犯人とされる死刑囚・樹原亮の冤罪を晴らせば多額の報酬が貰えるというものであった。民事賠償で家族が困窮を窮めていた三上はその話を受ける。
事件は10年前、千葉県中湊郡で起こり、ベテランの保護司夫婦が惨殺されたというものであった。犯人とされる樹原は、事件現場近くでバイク事故を起こし意識を失っていたところを発見され、状況証拠によって犯人とみなされ、死刑判決を受けていた。ところが、樹原自身はバイク事故の影響で「階段を上っていた」というおぼろげなこと以外、事件前後のことを思い出せなくなっていた。
死刑執行まであと約3ヶ月。樹原の言う「階段」をヒントに三上と南郷は中湊郡で調査を始める。やがて、三上と事件の意外な共通点が浮かび上がってくる。

## 登場人物
三上純一
2年前に傷害致死事件を起こし松山刑務所に服役していた青年。出身は東京。仮釈放後、南郷と共に10年前の殺人事件の真相を追う。
2年前まで父の工場で働いていたが、工作機械の展示場で出会った佐村恭介を殺害したことで生活が一変する。被害者から襲い掛かってきたこと、三上に殺意がなかったこと、十分に反省していることから傷害致死で懲役3年6ヶ月の刑を受け、模範的だったため2年で仮釈放される。民事で多額の賠償責任を負い家族は困窮している。
10年前、共に未成年の木下友里と中湊郡へ家出し、補導された過去を持つ。時期と地理的には樹原が起こしたとされる殺人事件と符合している。
南郷正二
松山刑務所の刑務官で階級は看守長。いかつい顔をしているが、実直で人情に厚く、頭も切れる。
杉浦弁護士から樹原亮の事件調査依頼を受け、仮出所した三上を助手に迎える。退職を考えており、調査の報酬は退職後に開きたいパン屋の原資にしようと考えている。
三上とはあまり面識は無かったが、刑務所内での態度と10年前の中湊郡での補導歴から助手に決める。三上を信頼し、中盤で匿名の支援者から彼を捜査から外すように命令を受けてもこれを無視する。
佐村光男
恭介の父。中湊郡で工務店を営む。息子を殺した三上が傷害致死、懲役3年6ヶ月という比較的軽い判決を受けたことに納得がいかない。ただし、民事では多額の賠償金を勝ち取っている。
三上は出所後、まず光男の家に謝罪しにいったが茶を出す形式的な対応に留まる。
佐村恭介
2年前三上に殺害された青年。父・光男の工務店で働いていた。三上とは同い年。先に因縁を付け襲ってきたのが恭介の方であったため、三上は殺人罪ではなく、傷害致死として比較的軽い判決を受けた。
樹原亮
死刑囚。札付きの不良青年として知られた人物。10年前、保護観察の身であった当時、自身の保護司であった宇津木耕平とその妻を殺害した容疑で死刑判決を受ける。事件発生直後に現場近くでバイク事故を起こし、それが逮捕のきっかけとなっている。だが、その事故によって前後の記憶を喪失しており、自分が宇津木夫婦を殺害したのかどうか覚えておらず、自分が起こしたかどうかもわからない罪で裁かれることを恐れている。
宇津木耕平
10年前、樹原が起こしたとされる殺人事件の被害者。長年、妻と共に保護司を務めてきたベテランで人格者として周囲からの評判は高かった。犯人とされる樹原の記憶が曖昧なため、殺害された動機も不明である。
木下友里
三上の元恋人で10年前に三上と中湊郡へ家出し補導された少女。現在は精神を病んでおり、何度か自殺未遂を起こしている。
宇津木啓介
宇津木耕平夫妻の息子。両親を尊敬し、樹原を深く恨む。事件後、バイク事故を起こして気を失っていた樹原の第一発見者であり、両親を殺した帰りだと知っていれば、その場で自分が死刑を下していたと語る。
安藤紀夫
中湊郡にあるホテル「陽光」のオーナー。地元の名士。10年前、保護観察中の樹原を雇用していた人物で、彼の身を案じている。南郷は樹原の冤罪調査を依頼した匿名の支援者ではないかと推測している。
室戸英彦
宇津木夫妻に保護観察を受けていた男。無期懲役で14年間の服役生活を送った。刑務所生活が身に染み、布団をきっちり畳むなど、今でも同じ生活スタイルでいる。
杉浦弁護士
弁護士。南郷に冤罪の調査を依頼する。なお、杉浦はあくまで仲介者であって調査費や報酬は、匿名の支援者が出している。
匿名の支援者
樹原の支援者で南郷の雇い主。死刑廃止運動絡みで冤罪の可能性がある樹原を知り、その調査を杉浦を通して南郷にした人物。多額の成功報酬のほか、調査費の一切を出すなど資産家と思われるが、素性は一切不明。
物語中盤において調査に三上が関わっていることを知ると、執拗に彼を調査から外すように命令する。

## 評価
本作はミステリー作家への登竜門として知られる江戸川乱歩賞において選考委員（赤川次郎・逢坂剛・北方謙三・北村薫・宮部みゆき）の満場一致で受賞した。赤川は、「偶然性や、多少の後味の悪さなど気になる部分はあった」としつつ、「構成、展開、キャラクターの存在感など全体にわたって抜きん出た巧さを示し」たと評した。同様に他の選評でも文章力やミステリーとしての構成力が高く評価され、逢坂は「ここ十年ほどの乱歩賞受賞作の中でも、出色の佳作」と評した。死刑制度を含めた刑の重みや刑務所の機能（服役者の更生）といった重いテーマも、高く評価された。
2005年に同じく満場一致で乱歩賞を受賞した薬丸岳は、本作を読んだことをきっかけに受賞作となった『天使のナイフ』を書いたとし、同様に葉真中顕もミステリー作家を志すにあたって、過去の乱歩賞受賞作を読み漁った中で、薬丸の『天使のナイフ』と共に本作に感銘を受けたとしている。ダ・ヴィンチ誌は、「ミステリー好きがみな口をそろえて絶賛する」と評し、他にも越尾圭が本作を好きな1冊に挙げている。
2013年にAmazonジャパンが発表した、過去13年間の販売数やカスタマーレビューに基づいた「オールタイムベスト小説100」の一冊に、本作は選ばれている。

## 映画版
2003年2月8日公開。

### キャスト
- 反町隆史 - 三上純一
- 山﨑努 - 南郷正二
- 木内晶子 - 木下友里
- 笑福亭鶴瓶 - 杉浦弁護士
- 田中麗奈 - 南郷杏子
- 西田尚美 - 三上知子
- 深水三章 - 三上俊男
- 宮藤官九郎 - 樹原亮
- 宮迫博之 - 寺田実
- 伊藤幸純 - 宇津木耕平
- 別所哲也 - 中森検事
- 井川比佐志 - 佐村光男
- 水橋研二 - 佐村恭介
- 大杉漣 - 安藤紀夫
- 石橋蓮司 - 阿部所長
- 崔洋一 - 武藤所長
- 寺島進 - 岡崎刑務官
- 大滝秀治 - 久保
- 河原さぶ - 室戸英彦
- 左時枝、螢雪次朗、北見敏之、谷本一、小市慢太郎、近江谷太朗、濱近高徳、山下真広、遠藤たつお、春延朋也、浜田道彦、若杉宏二、奥田崇　ほか

### スタッフ
- 監督：長澤雅彦
- 脚本：森下直
- 音楽：ニック・ウッド
- オーケストレーション：トッド・ヘイエン
- 矯正施設関係アドバイザー：坂本敏夫
- 法律アドバイザー：水上博喜
- 撮影：藤澤順一
- ステディカム：佐光朗
- 編集：掛須秀一
- 美術：小川富美夫
- 視覚効果：松本肇
- 技斗：深作覚
- 現像：IMAGICA
- スタジオ：東映東京撮影所
- プロデュース：角谷優、増田久雄
- 企画協力：岡田裕
- 製作者：宮内正喜
- 製作協力 プルミエ・インターナショナル
- 製作：フジテレビジョン、東宝、ポニーキャニオン、IMAGICA
- 配給：東宝